# Ibn Ijász
Ibn Ijász (arab betűkkel ابن إياس, tudományos átiratban Ibn Iyās), eredeti nevén Zajn (vagy Siháb) ad-Dín Abu l-Barakát Muhammad ibn Ahmad (arab betűkkel زين/شهاب الدين أبو البركات محمد بن أحمد, tudományos átiratban Zayn/Šihāb ad-Dīn Abū l-Barakāt Muḥammad ibn Aḥmad; Kairó, 1448. június 9. – 1524 k.) késő középkori egyiptomi arab történetíró volt.

## Élete
Ijász nevű nagyapja az-Záhir Barkúk szultán mamlúkja volt, aki egy Özdemir nevű mamlúk lányát vette feleségül. Mind Ijász, mind apósa magas állami hivatalokat töltött be. Ahmad nevű fiuk, aki 1421-ben született és 1502-ben hunyt el, az aulád an-nász nevet viselő társadalmi csoport tagjaként már nem lehetett magas rangú tisztviselő vagy hadvezér, hanem afféle tartalékos katonai szolgálatot teljesített. Huszonöt gyermeke közül hárman érték meg a felnőttkort: egy lány, aki egy rangos mamlúk felesége lett, illetve két fiú: az egyikük a fegyvertár vezetője, a másik pedig történetíró lett. Utóbbiról tudjuk, hogy a híres polihisztor, asz-Szujúti mellett tanult, de egy másik, történetírással szintén foglalkozó hanafita jogászt is ismerünk mesterei közül. Életéről ezen túlmenően gyakorlatilag semmit sem tudunk, mivel saját műveit leszámítva sehol sem maradtak fenn róla életrajzi vonatkozású adatok. A könyvekből valószínűsíthető, hogy családjához hasonlóan szoros kapcsolatban állt az udvar befolyásos személyiségeivel.

## Munkássága
Leghíresebb műve „A virágok kitűnőségei – a korszakok eseményeiről” (Badái az-zuhúr fi vakái ad-duhúr) című krónika, amely Egyiptom történetét foglalja össze a fáraók korától 1522-ig. Első részei vázlatosak és sajátos módon nem irodalmi arab nyelven, hanem egy népnyelvhez közelítő regiszterben íródtak. A Mamlúk Birodalom korszakát annalisztikusan, évről évre haladva tárgyalja, és saját korához közeledve egyre hosszabban foglalkozik a történelem eseményeivel, az udvari és a kairói élettel. A kötet értékes forrása a Mamlúk Birodalom bukásának és Egyiptom oszmánok általi meghódításának.
Ibn Ijásznak tulajdonítanak továbbá egy kivonatot az előbbi krónikából „Az utak ékkövei” (Dzsaváhir asz-szulúk) címmel, továbbá népszerűsítő történeti összefoglalót az ószövetségi pátriárkákról és az iszlám prófétáiról, egy Egyiptommal kitüntetetten foglalkozó kozmográfiai munkát és más történeti tárgyú műveket. E művek szerzősége sok esetben kérdéses.